# هنري برجسون
أَنْرِي بِرْكْسُون (بالفرنسية: Henri Bergson؛ 1859–1941 م) فيلسوف فرنسي. حصل على جائزة نوبل للآداب عام 1927. يعتبر هنري برغسون من أهم الفلاسفة في العصر الحديث، كان نفوذه واسعا وعميقا فقد أذاع لونا من التفكير وأسلوبا من التعبير تركا بصماتهما على مجمل النتاج الفكري في مرحلة الخمسينيات، ولقد حاول أن ينقذ القيم التي أطاحها المذهب المادي، مؤكدًا إيمانا لا يتزعزع بالروح.
حظي إبان حياته بشهرة واسعة الانتشار في فرنسا تؤثر في دوائر مختلفة: فلسفية ودينية وأدبية، كما حدث له العكس تماما بعد وفاته، إذ حدث انصراف تام أو شبه تام عن فلسفته حتى صارت تقبع في ظلال النسيان ابتداء من نهاية الحرب العالمية الثانية حتى اليوم.
أدت شعبية برجسون الكبيرة إلى إثارة جدل في فرنسا حيث كان ينظر إلى آرائه على أنها معارضة للموقف العلماني والعلمي الذي يتبناه مسؤولو الجمهورية.

## نشأته
ولد بيرغسون في شارع لامارتين في باريس، ليس بعيدًا عن قصر غارنييه (دار الأوبرا القديمة في باريس) في عام 1859. والده، الملحن وعازف البيانو ميخائيل بيرغسون، كان ذا أصول بولندية يهودية (وكان يحمل في الأصل اسم بيريكسوهن). جدته الكبرى، تيميرل بيرغسون، كانت راعية معروفة ومتبرعة لصالح اليهود البولنديين، خاصة أولئك المرتبطين بحركة الحاسيديم. والدته، كاثرين ليفيسون، ابنة طبيب من يوركشاير، كانت من أصول إنجليزية يهودية وأيرلندية يهودية. كانت عائلة بيريكسوهن عائلة يهودية ريادية معروفة ذات أصول بولندية. جد جد هنري بيرغسون، شموئيل يعقوبوفيتش سوننبرغ المعروف بزبيتكوير، كان مصرفيًا بارزًا ومتأمنًا لستانيسواف الثاني أوغوستوس، ملك بولندا بين عامي 1764 و1795.
عاشت عائلة هنري بيرغسون في لندن لبضع سنوات بعد ولادته، واكتسب هنري معرفة مبكرة باللغة الإنجليزية من والدته. قبل إتمامه التاسعة من عمره، استقر والداه في فرنسا، وأصبح هنري مواطنًا فرنسيًا متجنسًا.
تزوج هنري بيرغسون من لويز نويبرغر، وهي قريبة الروائي مارسيل بروست، في عام 1891. (كان الروائي وصيفًا في حفل الزفاف). أنجب هنري ولويز بيرغسون ابنة، جان، وُلِدت صماء في عام 1896. شقيقة بيرغسون، مينا بيرغسون (المعروفة أيضًا باسم موينا ماثرز)، تزوجت من الكاتب الإنجليزي صامويل ليديل ماكغريغور ماثرز، أحد مؤسسي جماعة الفجر الذهبي الهرمسية، وانتقل الزوجان فيما بعد إلى باريس أيضًا.

### تعليمه ومسيرته المهنية
التحق بيرغسون بالليسيه فونتان (المعروف بمدرسة كوندورسيه بين عامي 1870 و1874، ومن 1883 حتى الآن) في باريس بين عامي 1868 و1878. تلقى سابقًا تعليمًا دينيًا يهوديًا بين سن 14 و16، إلا أنه تخلى عن إيمانه لاحقًا. وفقًا لهود (1990)، فإن هذه الأزمة الأخلاقية ارتبطت باكتشافه لنظرية، التي تنص على أن البشرية تشترك في أصل مشترك مع الرئيسيات الحديثة، وهي عملية يُنظر إليها أحيانًا على أنها لا تحتاج إلى إله خلاق.
أثناء دراسته في الليسيه، فاز بيرغسون بجائزة عن عمله العلمي وأخرى في عام 1877 عندما كان عمره ثمانية عشر عامًا، لحل مسألة رياضية. نشر حله في العام التالي في «نوفيل أنال دي ماتيماتيك». كانت تلك أول أعماله المنشورة. بعد تردد فيما إذا كانت مسيرته المهنية يجب أن تكون في مجال العلوم أو الآداب، قرر لصالح الأخيرة، ما أثار إحباط معلميه. عندما كان عمره تسعة عشر عامًا، دخل إلى المدرسة العليا الطبيعية. خلال هذه الفترة، قرأ لهربرت سبنسر. حصل هناك على درجة الليسانس في الآداب، وتبع ذلك حصوله على درجة التأهيل في الفلسفة في عام 1881 من جامعة باريس.
في نفس العام، تلقى بيرغسون تعيينًا تعليميًا في الليسيه بأنجيه، العاصمة القديمة لأنجو. بعد عامين، استقر في ليسيه بلايز-باسكال (كليرمون-فيران) في كليرمون-فيران، عاصمة دائرة بوي-دي-دوم.
في العام التالي لوصوله إلى كليرمون-فيران، أظهر بيرغسون مهارته في العلوم الإنسانية من خلال نشر نسخة من مقتطفات من لوكريتيوس، مع دراسة نقدية لكتاب «دي ريروم ناتورا»، صدرت تحت عنوان «إكستري دي لوكريس»، وكذلك حول الكونية المادية للشاعر (1884) حيث شهدت الطبعات المتكررة منها على قيمتها في الترويج للكلاسيكيات بين الشباب الفرنسي. أثناء تدريسه وإلقائه المحاضرات في هذا الجزء من بلده (منطقة أوفيرني)، وجد بيرغسون وقتًا للدراسة الخاصة والعمل الأصيل. صاغ أطروحته «الزمن والإرادة الحرة»، التي قُدمت، إلى جانب أطروحة لاتينية قصيرة عن أرسطو (كويد أرسطوتيليس دي لوكو سينسيريت، «عن مفهوم المكان عند أرسطو» لنيل درجة الدكتوراه، والتي منحتها له جامعة باريس في عام 1889. نشر العمل في نفس العام من قبل فيليكس ألكان. أعطى أيضًا دورات في كليرمون-فيران حول الفلاسفة ما قبل سقراط، وبشكل خاص عن هيراقليطس.
كرس بيرغسون كتاب «الزمن والإرادة الحرة» لجول لاشيليه (1832-1918)، الذي كان آنذاك وزير التعليم العام، وتلميذ فيليكس رافيسون (1813-1900) ومؤلف عمل فلسفي بعنوان «عن أساس الاستقراء» (1871)،. سعى لاشيليه «لتبديل القوة محل الخمول، والحياة محل الموت، والحرية محل القدرية». (كان بيرغسون مدينًا بالكثير لهذين المعلمين من المدرسة العليا الطبيعية. قارن خطابه التأبيني عن رافيسون، الذي توفي في عام 1900). وفقًا للويس دي بروجلي، فإن «الزمن والإرادة الحرة يسبق بأربعين عامًا أفكار نيلز بور وفيرنر هايزنبرغ حول التفسير الفيزيائي لميكانيكا الموجة».
استقر بيرغسون مرة أخرى في باريس في عام 1888، وبعد التدريس لبضعة أشهر في الكلية البلدية، المعروفة باسم كوليج رولان، تلقى تعيينًا في ليسيه هنري-كاتر، حيث بقي لمدة ثماني سنوات. هناك، قرأ لداروين، وأعطى منهجًا حول نظرياته. على الرغم من أن بيرغسون قد أيد سابقًا نظرية لامارك في توريث الصفات المكتسبة، إلا أنه فضل فرضية داروين حول التغيرات التدريجية، والتي كانت أكثر توافقًا مع رؤيته المستمرة للحياة.
في عام 1896، نشر بيرغسون عمله الكبير الثاني، بعنوان «المادة والذاكرة». تناول هذا العمل الصعب وظيفة الدماغ وحلل الإدراك والذاكرة، ممهدًا الطريق نحو النظر بعناية في مشاكل العلاقة بين الجسم والعقل. قضى بيرغسون سنوات من البحث في التحضير لكل من أعماله الكبرى الثلاثة. يبدو هذا واضحًا خصوصًا في «المادة والذاكرة»، حيث أظهر معرفة واسعة بالتحقيقات المرضية المكثفة التي أجريت خلال تلك الفترة.
في عام 1898، أصبح بيرغسون مدرسًا في جامعته الأم، المدرسة العليا الطبيعية، ولاحقًا في نفس العام تلقى ترقية إلى منصب أستاذ. في عام 1900، عين أستاذًا في كوليج دو فرانس، حيث تولى كرسي الفلسفة اليونانية والرومانية خلفًا لشارل ليفيك.

## فلسفته
ركزت أعماله على نقطة جوهرية ألا وهي: الفكر والمتحرك والتي اعتبرت نوعا من انقلاب أو ثورة فلسفية.

### فلسفة الحياة
عند برغسون فيها التطبيق الأكثر منطقية وتنظيما لعيانه للمدة الخالقة ويتساءل عن معنى الحياة فيقول:(بالنسبة إلى الوجود الواعي: أن يوجد هو أن يتغير، وأن يتغير هو أن ينضج، وأن ينضج هو أن يخلق نفسه باستمرار) (التطور الخالق). إن الكون يعاني المدة والمدة معناها الاختراع وخلق الأشكال والصنع المستمر لما هو جديد على وجه الإطلاق والمدة تقدم مستمر من الماضي الذي يعرض المستقبل وينتفخ وهو يتقدم.
(إن استمرار التغير والاحتفاظ بالماضي في الحاضر والمدة الحقة: هذه الصفات المشتركة بين الشعور والكائن الحي). (ان الحياة تلوح كتيار يمضي من جرثومة إلى أخرى عن طريق كائن عضوي متطور).
ويتحدث برغسون عن خصائص الحياة النفسية وكيف تتحقق في الحياة النامية فالكائن الحي ليس مجرد مركب من (عناصر سابقة) الحياة شيء غير العناصر وشيء أكثر من العناصر ان الكائن الحي (يدوم) ديمومة حقة إذ أنه يؤكد وينمو ويهرم ويموت وهذه ظواهر خاصة به لا تبدو بأي حال في المادة البحتة وليست الأنواع الحية ناشئة من أصول متجانسة نمت وتحولت بتأثير القوى الفيزيائية والكيميائية بطريقة الصدفة العمياء.

### النمو والتطور
حسب برجسون كل نوع من الأنواع الحية قد صدر دفعة واحدة عن (نزوة حية) من وجدان شبيه بوجداننا وأعلى منه فهو في النبات سبات وجمود وفي الحيوان غريزة وفي الإنسان عقل وهذه طبقات مختلفة بالطبيعة لا بالدرجة فقط أما المادة فقد نشأت من وهن التيار الحيوي أو توقفه فما هي ا لا شيء نفسي تجمد وتمدد ويعطي برغسون تشبيها هو الآتي عن نشوء المادة: 

### الأفكار السياسية
يتناول برغسون بعض الأفكار السياسية الرئيسية. فهو يشيد بالديمقراطية لانها من بين كل النظم السياسية هي التي تعلو - في مقاصدها على الاقل- على ظروف المجتمع المغلق. ويرى ان السلام محاولة لتجاوز حالة الطبيعة الموجودة في المجتمع المغلق إذ الاصل في الحروب هو الملكية سواء أكانت فردية أم جماعية.

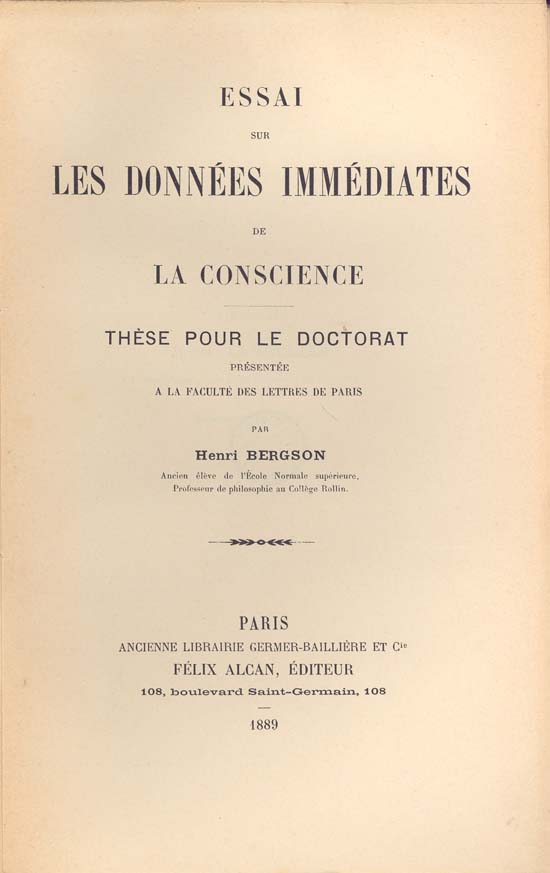
Essai sur les données immédiates de la conscience (أطروحة ، 1889)

ويشيد هاهنا، بقيام عصبة الأمم لكنه يرى ان منظمة دولية تهدف إلى القضاء على الحروب يجب أن تعمل للقضاء على الأسباب المؤدية للحروب تلك الأسباب هي تضخم السكان وعدم توزيع الثروة توزيعا عادلا.

## مؤلفاته
من مؤلفاته:
- محاولة في الوقائع المباشرة للوجدان.
- المادة والذاكرة
- التطور الخلاق
- الفكر والمتحرك
- الضّحك
- الطّاقة الرّوحيّة
- نشر برجسون كتاب بعنوان (المدة والتزامن: برجسون وكون آينشتاين) وهو كتاب في الفيزياء، انتهجه بمحادثة جدلية مع ألبرت آينشتاين في الجمعية الفرنسية للفلسفة.[25] وكان هذا الكتاب يعتبر واحداً من أسوأ مؤلفاته. وزعم الكثيرون أن علمه في الفيزياء لم يكن كافياً، وأن الكتاب لم يلحق بالتطورات المعاصرة في مجال الفيزياء.[26] لم ينشر الكتاب في طبعة الذكرى المئوية بالفرنسية في عام 1951، والتي تتضمن كل ما لديه من أعمال أخرى، ونشرت فقط في وقت لاحق في عمل يعتبر جامع لمقالات مختلفة بعنوان «مخاليط» (Mélanges). استفاد كتاب المدة والتزامن من تجربة برجسون في عصبة الأمم، حيث ترأس اللجنة الدولية للتعاون الفكري التي تضمنت آينشتاين وماري كوري وغيرهم ابتداءاً من عام 1920.

## روابط خارجية
- هنري برجسون على موقع الموسوعة البريطانية (الإنجليزية)
- هنري برجسون على موقع ميوزك برينز (الإنجليزية)
- هنري برجسون على موقع إن إن دي بي (الإنجليزية)
- هنري برجسون على موقع ديسكوغز (الإنجليزية)